# Lacertoides pardalis
Genre
Espèce
Statut de conservation UICN

 VU D2 : Vulnérable
Lacertoides pardalis, unique représentant du genre Lacertoides, est une espèce de sauriens de la famille des Scincidae.

## Répartition
Cette espèce est endémique de la province Sud en Nouvelle-Calédonie.

## Publication originale
- Sadlier, Shea  & Bauer, 1997 : A new genus and species of lizard (Squamata, Scincidae) from New Caledonia, southwest Pacific. Memoires du Museum national d'Histoire naturelle, Zoologia Neocaledonica, vol. 171, p. 379-385.